# 宇宙刑事ギャバン THE NOVEL
『宇宙刑事ギャバン THE NOVEL』（うちゅうけいじギャバン ザ ノベル）は、2012年10月5日に朝日新聞出版より発売された小林雄次の小説。

## 概要
『宇宙刑事ギャバン THE MOVIE』の前日談となる話であるが、第1章での会話や第7章でエゼキエルの目的を知った際に六人の宇宙海賊（海賊戦隊ゴーカイジャー）やドン・ホラーの血を受け継ぐ者（アシュラーダ）のことが語られるなど、『海賊戦隊ゴーカイジャーVS宇宙刑事ギャバン THE MOVIE』の後日談であることもうかがえる。
また、『宇宙刑事ギャバン THE MOVIE』では登場しなかったミミーの現状についても語られている。
作者の小林雄次は本作以外にも、模型雑誌『ホビージャパン』で宇宙刑事ギャバン typeGを主人公とした小説作品『宇宙刑事ギャバン typeG THE Beginning』も執筆しているほか、漫画『宇宙刑事ギャバン 黒き英雄』の脚本も担当している。

## 登場人物

### 銀河連邦警察
ギャバン / 一条寺 烈（いちじょうじ れつ）
かつて宇宙犯罪組織マクーから地球を守った伝説の宇宙刑事。地球から帰還した直後、アーム星の任務につくこととなる。
ミミー
コム長官の娘。ギャバンのかつてのパートナー。現在は宇宙刑事訓練養成所で指導を行っている。
コム長官
銀河連邦警察の最高司令長官。
エリーナ秘書官
長官室に常駐するコム長官の秘書。
シェリー
コム長官の姪。アーム星の任務についた烈のパートナーとなる。
アラン
アーム星近くのエリアの銀河パトロール隊の一員として活動している。

### 宇宙犯罪組織メトス
烈も知らない宇宙犯罪組織だが、無数の戦闘円盤や歩兵ロボを所持している。奇塊城を拠点としている。
エゼキエル
本作オリジナルキャラクター。かつてはアーム星の政府も一目を置くほどの科学者だった。武力の推進をしたために、アーム星から永久追放された際、ドン・ホラーの意識に触れる。
バイオモンスター
本作オリジナルキャラクター。メトスが作りだした怪物。
歩兵ロボ
本作オリジナルキャラクター。戦闘円盤などを使用するメトルのロボット。
ジュリア
本作オリジナルキャラクター。アーム星の勇者ヴォルトの娘にして、ギャバンの教え子。シェリーとは宇宙刑事訓練養成所の同期である。彼女の連絡が途絶えたことが烈のアーム星の任務の発端となっている。

### アーム星
本作の舞台にして、女宇宙刑事ジュリアの出身地。地球によく似た惑星。
ヴォルト
本作オリジナルキャラクター。かつてアーム星を守った勇者。アーム星の鉱石レギウムを操る能力を持つ。
ハク
本作オリジナルキャラクター。アーム星の勇者ヴォルトの息子（ジュリアの弟）。

### その他
六人の宇宙海賊
本作の少し前に一条寺烈が、地球で出会った宇宙海賊。『海賊戦隊ゴーカイジャーVS宇宙刑事ギャバン THE MOVIE』の主人公・海賊戦隊ゴーカイジャーのことを示唆する描写となっている。
宇宙飛行士の青年
六人の宇宙海賊と別れドルギランで地球を離れた直後の一条寺烈が、火星の衛星軌道上で助けた青年。烈とミミーとの会話で存在が語られるのみ。『宇宙刑事ギャバン THE MOVIE』の主人公・十文字撃のことを示唆する描写となっている。

## メカニック

### コンバットスーツ
ギャバン
一条寺烈がコンバットスーツで蒸着した姿。
ジュリア
ジュリアがコンバットスーツで光装した姿。アーム星の鉱石レギウムを加工して纏っているため、鉱石と同じく紫色に輝く。

### マシン
超次元高速機ドルギラン
ギャバンが使用する超光速宇宙船。
超次元恒星艦隊リュミエール
ジュリアが使用する赤と紫の超光速宇宙船。

### マシン（メトス）
奇塊城
アーム星最大の都市にそびえる黒い城。宇宙犯罪組織メトスの拠点。
メトス戦闘円盤
宇宙犯罪組織メトスの戦闘円盤。歩兵ロボが操縦する。
ユダ
メトスが開発する生命蘇生装置とされているが…
地軸転換装置
魔空空間を作りだすための装置。エゼキエルが辺境の惑星で発見した地軸転換装置から復元したもの。